# Frontera entre la República Democràtica del Congo i Ruanda
La frontera entre la República Democràtica del Congo i Ruanda és la línia fronterera de 217 kilòmetres, en sentit Nord-Sud, que separa la República Democràtica del Congo de Ruanda a l'Àfrica oriental. Travessa el llac Kivu en tota la seva longitud i les Muntanyes Virunga passant pel volcà Karisimbi. Separa les províncies congoleses de Kivu Nord i Ituri de la província de l'Oest (Ruanda).

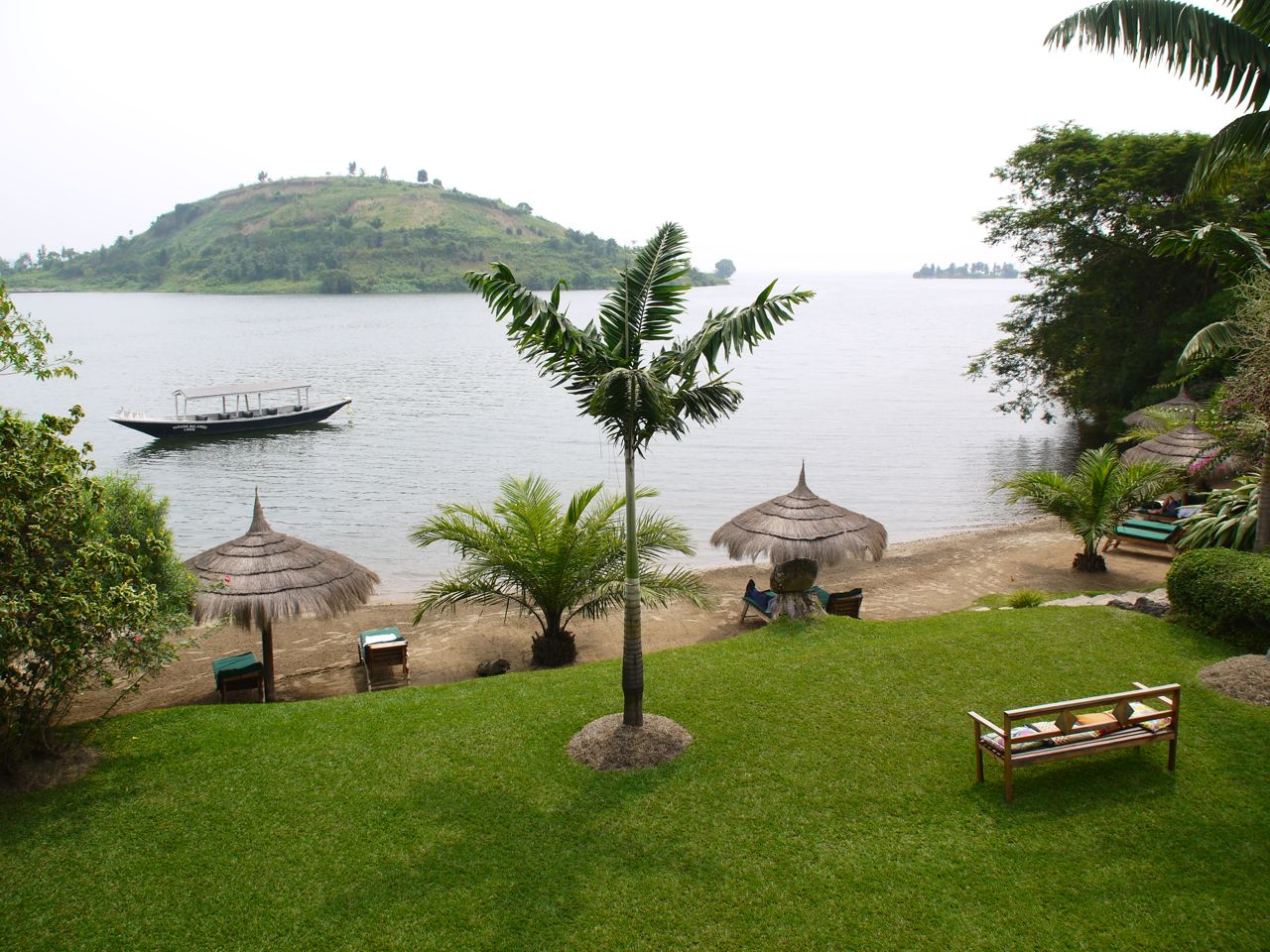
El llac Kivu a la frontera entre Ruandat i la RD del Congo

## Traçat
Al nord, el tram terrestre, comença al trifini entre ambdós països amb Uganda, a les proximitats del Ruhengeri i passa pel Parc Nacional dels Volcans,pel volcà Karisimbi i acaba al nord del llac Kivu, a Gisenyi; al centre, dins del llac Kivu, que va fins Cyangugu a l'extrem sud del llac, i al sud, marcat pel riu Ruzizi i acaba al trifini entre ambdós països amb Burundi.

## Història
Fou definida des que l'Imperi Alemany va instal·lar-hi el seu protectorat el 1899. Amb el final de la Primera Guerra Mundial aquest territori passà al domini de Bèlgica, però les fronteres es van mantenir.